# Ford Cliff
Ford Cliff är en kommun av typen borough i Armstrong County i Pennsylvania. Vid 2020 års folkräkning hade Ford Cliff 361 invånare.